# Dengeki Daioh
Comics Dengeki Daioh (月刊コミック電撃大王, Gekkan Komikku Dengeki Daiō) és una revista de manga publicada en el Japó sota la marca MediaWorks Dangeki.
La publicació s'originà a partir de la revista de Bandai Cyber Comix, la qual se convertí en la revista Media Comix Dyne (que llançà 3 edicions). Després que la publicació de Media Comix Dyne fóra cancel·lada, MediaWorks llançà Dengeki Daioh com una publicació quinzenal. Eventualment es convertí en bimensual, i després de publicació mensual, i el seu nom va ser canviat al seu actual títol Dengeki Daioh Mensual.

## Mangues publicat en Dengeki Daioh
- 2 × 2 = Shinobuden
- Azumanga Daioh
- Boogiepop and Others
- Chaos Head
- Gakuen Utopia Manabi Straight!
- Gunslinger Girl
- Happy Lesson - Mama sensei wa saikō!
- Hoihoi-san
- Ichigo Mashimaro
- Jester el aventurero
- Kagihime Monogatari Eikyū Alice Rondo
- Kamichu!
- Kanon
- Kashimashi ~Girl Meets Girl~
- Muv-Luv
- Onegai Teacher
- Onegai Twins
- Otome wa Boku ni Koishiteru
- Shakugan no Shana
- Sōkyū no Fafner
- sola
- Stratos 4
- To Aru Majutsu no Index
- To Heart
- Toradora!
- Tsukihime
- Uchū no Stellvia
- Venus versus Virus
- Wagaya no oinari-sama
- Yoake Mae yori Ruriiro na
- Yotsuba to!

## Edicions especials
Dengeki Moeoh
Dengeki Moeoh (電撃萌王, Dengeki Moeō) és una revista de manga seinen que es ven el dia vint-i-sis bimensualment, és un edició especial de Dengeki Daioh. Inici la seua publicació el 26 de març de 2005 i es publique originalment trimestral. Al desembre de 2005 la revista cesse la seua publicació per tres mesos. A partir de març de 2006 inicià la seua publicació bimensual.
Dengeki Teioh
Dengeki Teioh (電撃帝王, Dengeki Teiō) va ser una revista publicada per Media Works, era una edició especial de Dengeki Daioh a la venda al gener, abril, juliol i novembre en el dia vint-i-sis. La revista se publicà entre el 26 d'abril del 2004 i el 26 de novembre del 2006.
Comic Sylph
Comic Sylph (コミックシルフ, Komikku Shirufu, normalment escrit com comic SYLPH) fou una revista de manga shōjo. Inici la seua publicació el 9 de desembre de 2006 com una edició especial de Dengeki Comic Gao!, però iniciant en el seu sisè volum, el 21 de març de 2008, passà a ser una edició especial de Dengeki Daioh. Amb l'edició del 22 de maig de 2008 el títol de la revista canvià a Sylph (シルフ, Shirufu) i passà a ser una publicació bimensual independent.
Dengeki Bunko Magazine
Dengeki Bunko Magazine (電撃文庫MAGAZINE) era una edició especial bimensual de Dengeki Daioh dedicada a publicar novel·les lleugeres seinen. La revista inicie la seua publicació el 10 de desembre del 2007 com successora de Dengeki hp. A partir del seu tercer volum, el 10 d'abril de 2008, la revista es convertí en una publicació independent.